# Тёрлуэлл, Джим
Джеймс Джордж «Джим» Тёрлуэлл (англ. James George "Jim" Thirlwell), более известный как ДжейДжи Тёрлуэлл (JG Thirlwell; род. 29 января 1960) — австралийский рок-музыкант, певец, композитор, автор песен и музыкальный продюсер, известный также под псевдонимами Clint Ruin, Frank Want, а также Foetus (в различных интерпретациях — Foetus Art Terrorism, Foetus Uber Frisco, Scraping Foetus Off The Wheel и множество других).
В 1978 году из Мельбурна Тёрлуэлл переехал в Лондон, где начал выступать как Foetus, создавая (согласно AllMusic) «непостижимые панорамные картины экстремального шума, выстроенные на плёночных эффектах и синкопированных ритмах — как своего рода альтернативу рок-музыке с её ограничениями».
Тёрлуэлл, один из лидеров движения No Wave, впоследствии назывался в числе исполнителей прото-индастриал, но в основном создавал эклектичную музыку, являвшую собой авангардное, трудноклассифицируемое соединение различных стилей и жанров, включая электронику, джаз, Americana, панк-/нойз-рок и др. Выступая под постоянно менявшимися, ввергавшими критиков и фэнов в недоумение именами и названиями, Тёрлуэлл сотрудничал со многими известными музыкантами: Лидией Ланч, The The, Марком Алмондом, Ником Кейвом, Sonic Youth, Boss Hog и т. д. В числе исполнителей, пластинки которых он записывал в качестве студийного продюсера, — Nine Inch Nails, Front 242, Red Hot Chili Peppers, Marilyn Manson.

## Основные проекты
- Foetus (Foetus Art Terrorism; Foetus Uber Frisco; Foetus Corruptus; Foetus In Excelsis Corruptus Deluxe; Foetus Inc.; Foetus Interruptus; Foetus Over Frisco; Foetus Under Glass; Philip and His Foetus Vibrations; Scraping Foetus Off the Wheel; The Foetus All-Nude Revue; The Foetus of Excellence; The Foetus Symphony Orchestra; You’ve Got Foetus On Your Breath)
- Steroid Maximus — инструментальный проект
- Manorexia — экспериментальный музыкальный проект
- DJ OTESFU
- Wiseblood — совместно с Роли Мосиманном[англ.].
- Flesh Volcano — с Марком Алмондом.
- Baby Zizanie — с Джимом Колманом
- Garage Monsters — (с P!zz, Sympathy for the Record Industry)
- The Immaculate Consumptive — гастрольный проект: Лидия Ланч, Ник Кейв, Марк Алмонд
- The Venture Bros.

## Дискография (избранное)
- Clint Ruin & Lydia Lunch — Stinkfist EP, 1987)
- Garage Monsters — Powerhouse! (7", 1990).
- Clint Ruin & Lydia Lunch — Don’t Fear the Reaper (EP, 1991)
- Garage Monsters — Safari To Mumbooba! (10" single, 1992)
- J. G. Thirlwell — The Venture Bros.: The Music of JG Thirlwell (CD, 2009)